# MMIST CQ-10 Snowgoose
MMIST CQ-10 Snowgoose — беспилотный летательный аппарат (БПЛА), производится канадской компанией Mist Mobility Integrated Systems Technology (MMIST). Представляет собой управляемый параплан.
На аппарате установлены гибкие крылья из ткани, натянутой на каркас, которые позволяют запускать аппарат с земли или сбрасывать его с самолета. Оборудован приборами GPS-навигации.
Предназначенный для срочной доставки груза в труднодоступные места. В американской армии планируется с помощью этого аппарата транспортировать медицинское оборудование, боеприпасы, продукты.

## ТТХ
1. Длина: 2,90 м
2. Вес макс: 635 кг; пусто: 270 кг
3. Груз весом макс: 272 кг

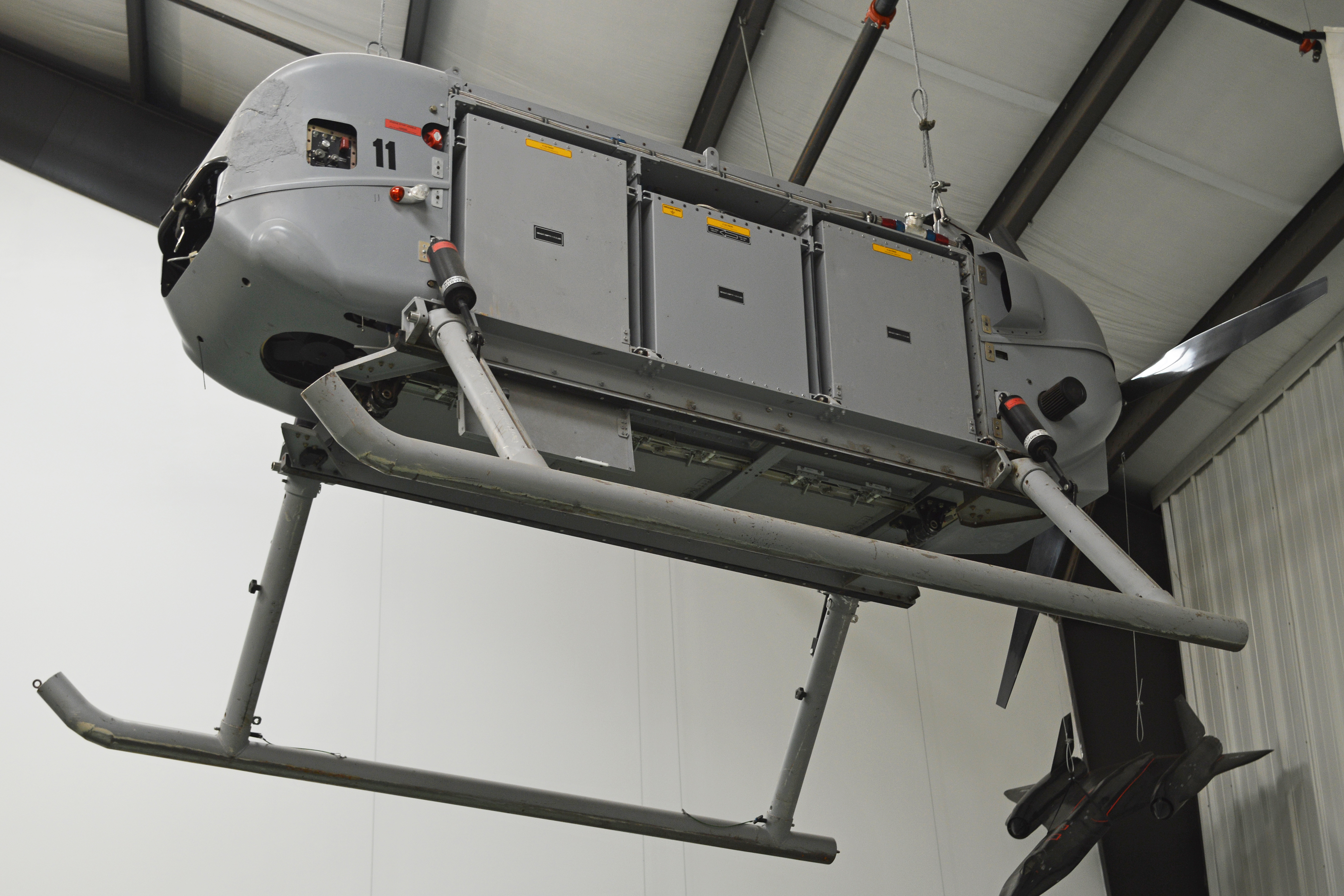
CQ-10A в March Field Air Museum, Риверсайд, Калифорния, США

4. Мощность двигателя Rotax 914 ; 81 кВт (110 л.с.)
5. Крейсерская скорость: 60 миль/ч
6. Дальность: 300 км (34 кг полезной нагрузки)
7. Скорость: 61 км/ч
8. Потолок: >5500 м

## Операторы
США:
- Командование специальных операций США — 28 CQ-10, по состоянию на 2022 год[1]